# Île de la Jeunesse
Isla de la Juventud

Écusson de l'île

L'île de la Jeunesse (en espagnol : Isla de la Juventud) (île des Pins jusqu'en 1978) est la plus grande île cubaine après l'île de Cuba, et la sixième plus grande des Caraïbes. Comme c'est depuis 1830 un lieu de détention et de relégation (lieu dit de « rééducation » depuis 1960) et le site de la prison de Presidio Modelo, elle est considérée comme une municipalité spéciale administrée directement par le gouvernement central de Cuba, et non comme une province du pays.

## Géographie
L'île de la Jeunesse est située à 100 km environ au sud-ouest de l'île de Cuba, dont elle est séparée par le golfe de Batabanó, et se trouve presque directement au sud de La Havane et de Pinar del Río. Elle s'étend sur environ 55 km du nord au sud et sur 65 km d'est en ouest.
Avec 2 200 km2 c'est la deuxième plus grande île du territoire cubain (après celle de Cuba elle-même) et la sixième plus grande île des Caraïbes.
Elle inclut 670 îlots et cayos qui s'étendent sur 150 km, le tout marquant la limite sud du golfe de Batabanó. Les principaux cayos sont : Cayo Matías (6,7 km2), 
Cayo Campos (7,9 km2, ne pas confondre avec le cayo Campos sur la côte sud de la province de Ciego de Ávila), 
Cayo Aguardiente, 
Cantiles (long de 17 km, surface 35 km2), 
Rosario (long de 10 km, surface 18 km2) et  
Cayo Largo (long de 24 km, surface 37 km2).
Le plus connu est Cayo Largo, qui a son propre aéroport :  l'aéroport Vilo Acuña (en).

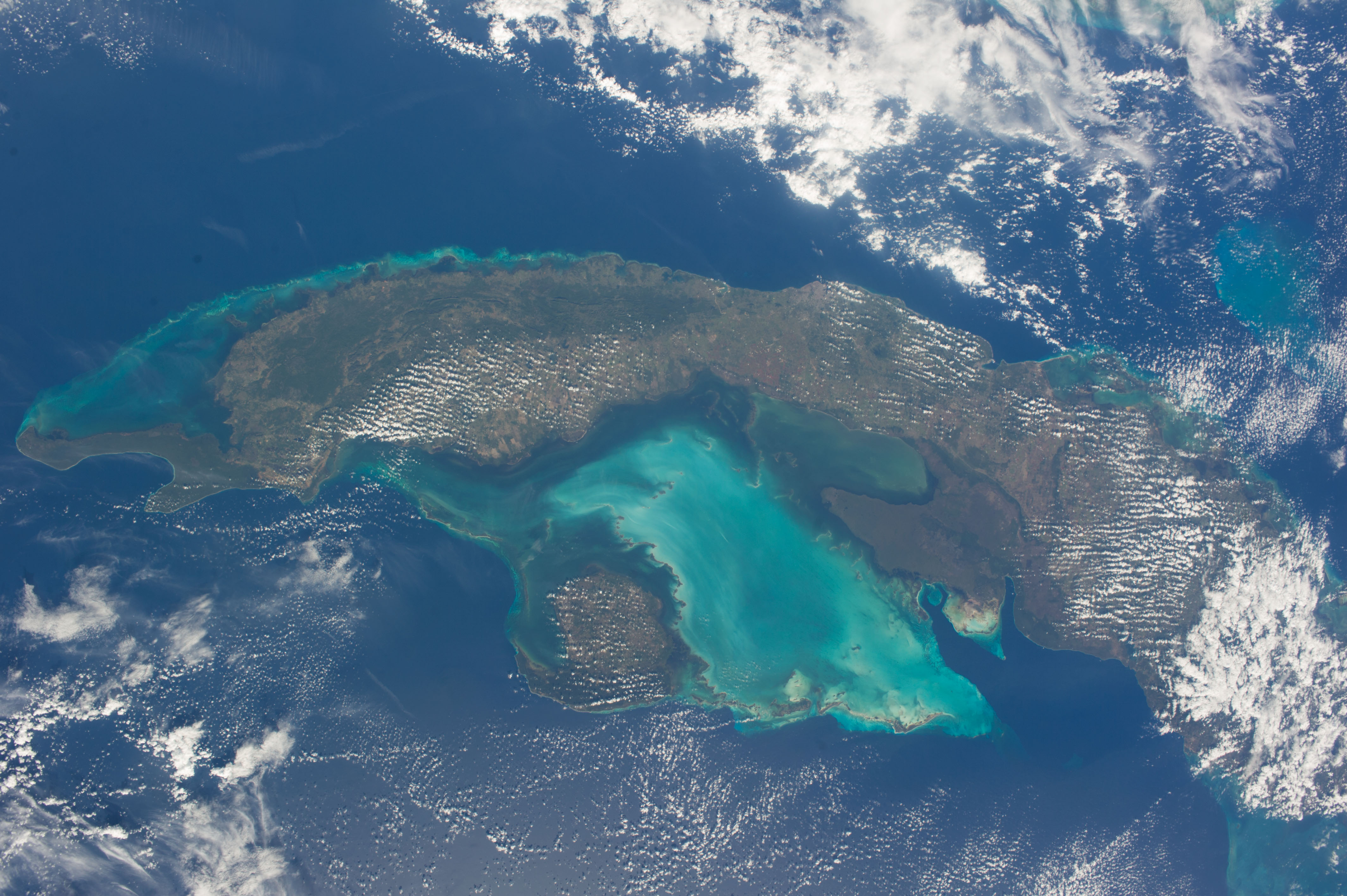
Vue satellite vers le nord-ouest, golfe de Batabanó en bleu turquoise, Cuba au nord avec la péninsule de Zapata, isla de la Juventud au sud

Altitude et géologie
Son altitude la plus élevée est 303 m à la sierra de la Cañada au centre de l'île. Sa géologie détermine deux grands types de paysages radicalement différents. Les deux tiers de l'île au nord sont des schistes du Jurassique érodés et des collines de calcaire métamorphiques, avec un couvert dominé par des vergers d'agrumes et des pâtures. Le sud est une plaine basse et rocheuse faite de sédiments carbonatés du Quaternaire, couvert par des forêts denses et des buissons. Entre ces deux zones, le marais de Lanier se présente comme une barrière naturelle, avec d'épais dépôts de tourbe.
Les sols et l'eau
Les sols agricoles sont principalement sableux, pauvres en nutriments et à tendance acidique (pH < 7, voir l'article « Acidification des sols ») ; ils nécessitent fertilisation et traitements. Les zones basses se drainent mal, et le centre de l'île a souffert de l'érosion.
Une couche kaolinitique importante recouvre de larges parts des plaines plus hautes au nord tandis qu'au sud les sols, nettement plus limités, se trouvent dans les dépressions. Des réservoirs d'eau ont été construits dans le nord vers la fin des années 1960 pour augmenter les surfaces agricoles et le drainage naturel dans cette région est intensément régulé ; en 2003 l'île a une capacité de stockage de plus de 180 M de m3. 

La rivière Los Indios se déverse dans le nord-est de la baie de Siguanea (ensenada de la Siguanea). Un barrage a été édifié sur son cours à 4 km à l'ouest du village La Victoria, créant une retenue d'eau de 259 ha pour 10,6 M de m3.
La végétation
Les forêts originelles de pins ouvertes (moins de 40 % de couvert forestier) dans le nord ont cédé de grandes surfaces à l'agriculture ; il n'en reste que des lambeaux sur les hauteurs. Dans le sud ce sont des forêts tropicales denses semi-décidues, et des mangroves dans les terrains humides ; la végétation originelle y est mieux préservée du fait du plus grand isolement de la région, et la faune plus diverse. Le parc national marin de Punta Francés ne couvre pas seulement les côtes mais une grande part des terres du sud.

## Les différents noms de l'île
L'île eut plusieurs noms au cours de son histoire.
Pour les autochtones, l'île se nommait Sigüanea, Ahao, Camaraco ou Guanaja.
Christophe Colomb l'a nommé La Evangelista (nom complet : San Juan Evangelista). Elle a aussi été appelée Isla de Cotorras (« île des perroquets »), Santiago, Santa María, Isla de los Piratas, Isla del Tesoro, colonie de la Reine Amalia (Colonia Reina Amalia), Île des Déportés (Isla de Los Deportados, après 1868), la Sibérie de Cuba (Siberia de Cuba, allusion à l'envoi en Sibérie des récalcitrants au régime russe). Puis elle a été l'île des Pins (espagnol Isla de Pinos) jusqu'au 2 août 1978 quand elle a reçu le nom d'île de la Jeunesse (Isla de la Juventud). Ce nom marque la reconnaissance de l'effort fait par des milliers de jeunes étudiants de nombreuses nationalités qui ont répondu à l'appel à l'aide internationale et sont venus travailler et étudier sur l'île à la suite des dévastations de l'ouragan Alma (en) en 1966.

## Histoire

### Histoire précolombienne
On connaît peu la civilisation précolombienne de l'île, mais une série de grottes près de la plage de Punta del Este a préservé 235[réf. nécessaire] anciennes peintures réalisées par la population indigène. La première mention écrite de ces peintures vient du Français Charles Berchon. Les grottes ont été classées Monument historique en 1979. En 2018 une grotte voisine accessible seulement par bateau, nouvellement explorée, a livré d'autres peintures rupestres.
Les recherches archéologiques ont apporté quelques précisions. Au moment où Christophe Colomb aborde l'île, elle était habitée par des chasseurs-cueilleurs-pêcheurs Siboney ou Ciboney, repoussés là et en d'autres lieux isolés à l'ouest d'Hispaniola, Haïti et la République dominicaine par leurs voisins Taino plus puissants. L'île était partagée entre deux cultures différentes.
Au nord se trouvait la culture dite Cayo Redondo, avec une industrie lithique (« culture de la pierre » ou cultura de piedra). Cette culture se retrouve à Haïti. Les principaux sites connus en sont la grotte de l'Indien (cueva del Indio) dans la sierra de Casas, 
la sierra San Juan, 
La Isabel, 
Guayabo, 
Cayama, 
Nueva Gerona, 
La Esperanza et 
Los Indios.
Au sud, les Guayabo Blanco qui utilisaient des instruments faits avec des coquillages, principalement le strombe géant  (Lobatus gigas ou Strombus gigas), escargot qui abondait dans la zone sud (« culture de l'escargot » ou cultura del caracol) et est considérée comme moins avancée que la culture de la pierre. Cette culture de l'escargot était répandue dans les sites de la culture des Glades en Floride. Les principaux sites connus en sont Punta del Este, Playa Blanca, Playa Larga, El Guanal, Carapachibey, Caleta Grande et Punta Francés.
Ces peuples ont essentiellement disparu un siècle après l'arrivée de Christophe Colomb, bien que des descendants des Ciboney ont survécu.

### Après Cristophe Colomb
L'île est découverte par les Européens durant le troisième voyage de Christophe Colomb vers le Nouveau Monde le 13 juin 1494. Il la nomme La Evangelista. et en prend possession pour l'Espagne.
L'île apparait pour la première fois sur une carte de l'Amérique publiée en 1529 par le Portugais Diego Ribero,.
Après la découverte de l'île par Christophe Colomb, la couronne espagnole l'accorda aux éleveurs de bétail, mais en fait, elle fut laissée aux mains des pirates.[réf. nécessaire]
Les hauts-fonds interdisaient aux lourds galions espagnols d'approcher de ses côtes tandis que les bâtiments légers comme ceux des flibustiers pouvaient y mouiller. Elle a été utilisée par des personnages mythiques ou moins connus. Le premier pirate connu comme s'en étant servi de mouillage est Jean Francois La Roque en 1543. Il y eut ensuite John Hawkins, Francis Drake, Paulus van Caerden (en), John Oxman, Van Vyn Enrique, François Le Clerc (surnommé Pata de Palo), Cornelis Jol, Francis El Olonés (en 1660 - il a utilisé l'île comme repaire pendant plusieurs années), Henry Morgan, Alexandre Exquemelin, Jacques de Sores[réf. nécessaire] et bien d'autres.

### Île-prison

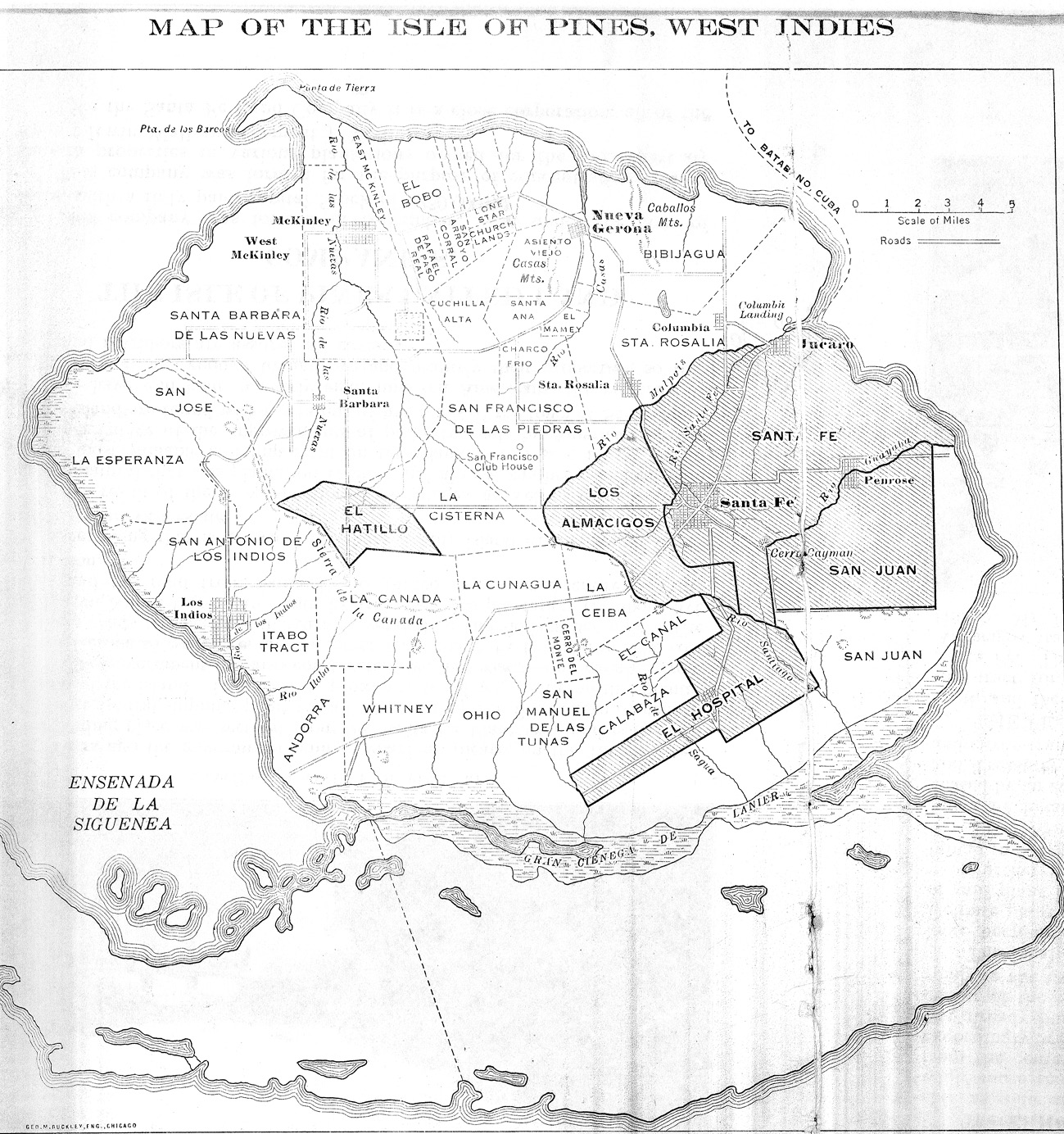
Carte de 1914

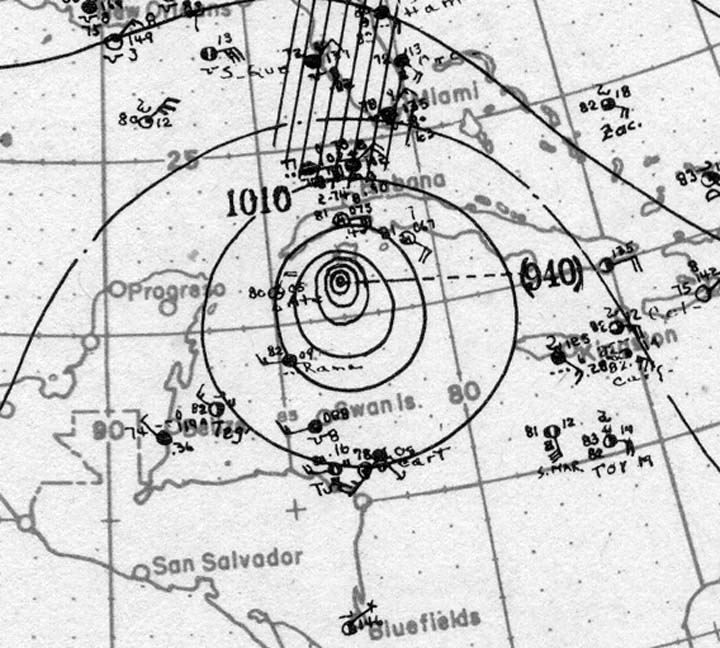
Ouragan Nueva Gerona le 25 septembre 1917

Après la fondation de Nueva Gerona (1830), l'île servit de lieu de détention pour les nationalistes cubains comme José Marti (1853-1895). Son utilisation en tant qu'île-prison se poursuivit pendant cinquante ans au XXe siècle. La construction de la prison Presidio Modelo débuta en 1926.[réf. nécessaire]

### 1901, l'amendement Platt
Après la victoire des États-Unis dans la guerre hispano-américaine, l'Espagne céda en 1898 toutes ses possessions de Cuba selon les termes du traité de Paris tout en accordant l'indépendance à Cuba qui, en fait, devient un protectorat américain.[réf. nécessaire] En 1901, l'amendement Platt qui fixe les termes des relations américano-cubaine — et est annexé à la Constitution de la république de Cuba par vote du 12 juin 1901 — mentionne dans son article VI l'île de la Jeunesse (ou « île des Pins », à l'époque) comme étant « exclue des limites de Cuba », tout en laissant « la question de son appartenance à un arrangement futur en vertu d'un traité ». C'est finalement le traité américano-cubain de 1903 qui permet aux États-Unis d'échanger l'île contre le territoire qui allait devenir la Base navale de la baie de Guantánamo.

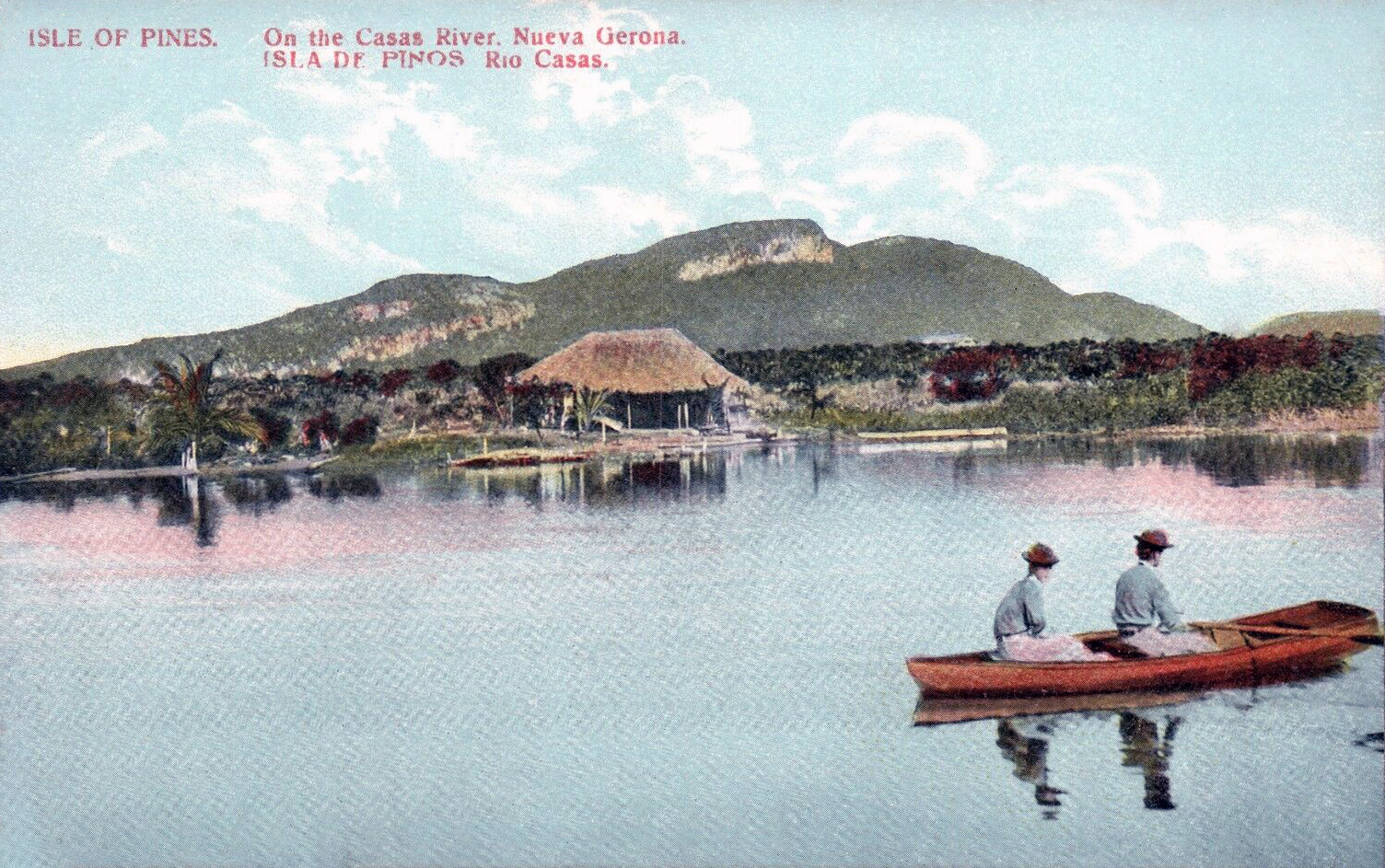
Río Casas vers Nueva Gerona, c. 1908
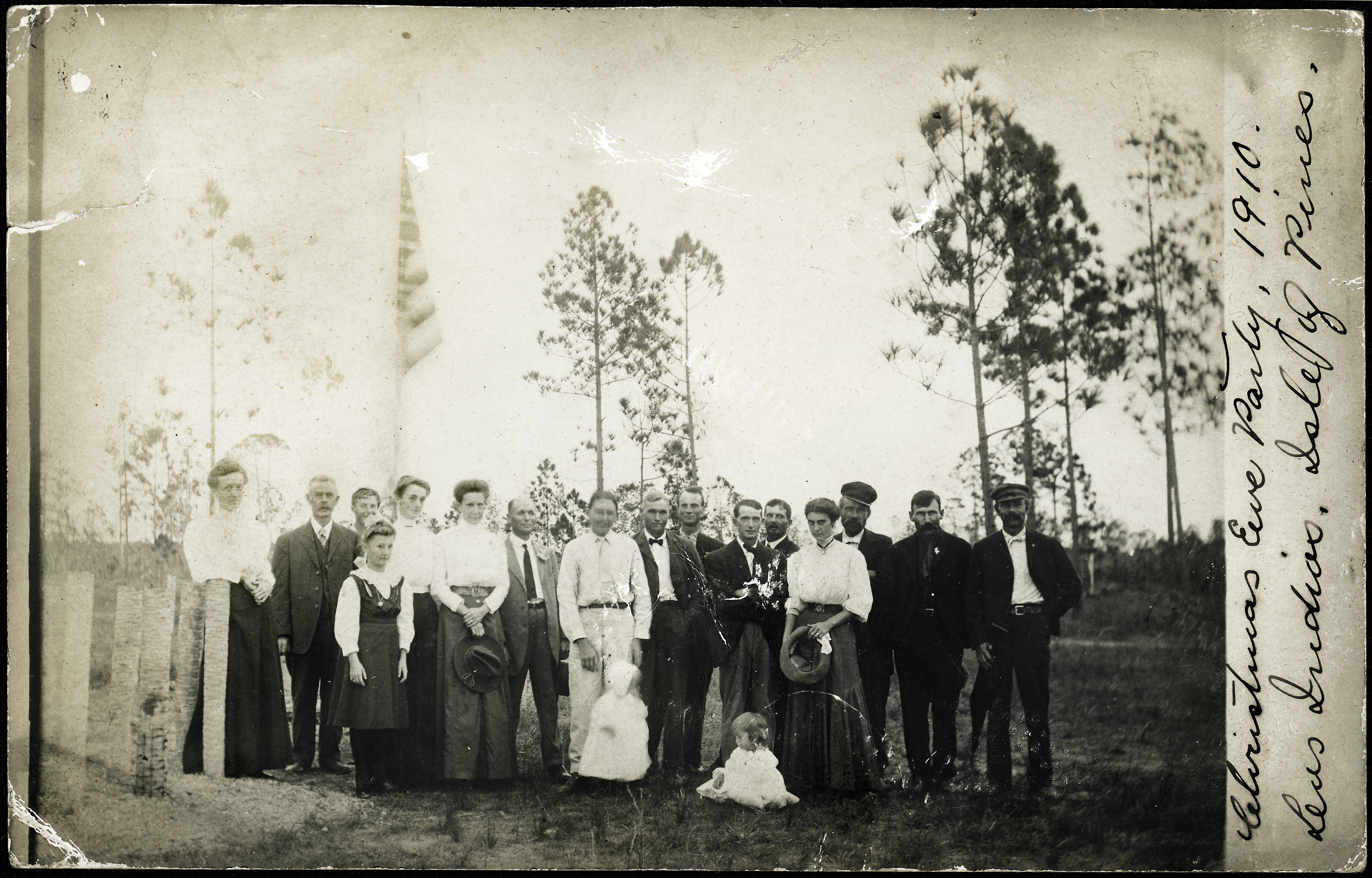
Américains à l'île des Pins, 1910

En 1917 un ouragan particulièrement violent est nommé d'après la ville de Nueva Gerona, où il détruit toutes les maisons sauf 10 : l'ouragan Nueva Gerona 1917 (en), dont l'intensité n'a été surpassée que par l'ouragan Opal en 1995. Il a de plus atteint son maximum d'intensité juste avant de passer sur l'île.

### 1955, la zone franche de Batista
Le 27 janvier 1955, Batista transforme l'île en zone franche — propice au blanchiment d'argent — et zone touristique spéciale : il s'agit d'en faire un lieu de vacances paradisiaque pour riches Américains. Le 15 mai suivant, les « Moncadistes » (qui ont participé à l'attaque du fort de Moncada) sont libérés. À cette époque les propriétaires terriens puisent parmi les 5 000 prisonniers une main-d'oeuvre gratuite ; il y a sur l'île 12 écoles et 13 maisons de prostitution.
L'hôtel-casino Colony est achevé deux jours avant la révolution.
La nuit du nouvel an 1958, alors que les barbudos de Castro investissent La Havane, un groupe de rebelles s'empare de l'île lors de la cérémonie d'ouverture d'un hôtel et y arrête tous les mafieux.[réf. nécessaire]

### La révolution
Le 17 février 1959, Camilo Cienfuegos visite l'île de Pinos. Il nomme des membres de la révolution aux postes de décision, puis l'île devient une forteresse militaire.
Les 6 et 7 juin 1959, Fidel Castro visite l'île à son tour. Il propose un premier plan pour la réhabilitation socio-économique de l'île de Pinos. Parmi les 11 objectifs : suppression de la zone franche et touristique spéciale, construction de la route de Santa Fe au sud et d'autres voies de communication, mise en place d'un élevage national de bétail de la race Cebu, développement de l'agriculture en faisant de l'île la quatrième zone de développement établie par l'INRA (Instituto Nacional de Reforma Agraria), développement du tourisme national et international avec des vols directs vers la Floride, réduction du coût du passage maritime, aérien et terrestre, construction de logements, d'industries, de l'aqueduc et d'assainissement de Nueva Gerona, développement de la technologie, création d'emplois, et le transfert de la prison Presidio.

### 1966, l'ouragan Alma… et ses suites
En 1966 l'ouragan Alma (en) détruit la majeure partie des installations de l'île.
Ce désastre marque un tournant important dans le développement de l'île.
Selon le Miami News du 18 juin 1966, le gouvernement cubain décide d'envoyer 100 000[source insuffisante] personnes de La Havane pour aider à la reconstruction et remise en état de l'île — un nombre qui paraît très élevé et suggère soit une typo soit une exagération journalistique. En 1969 un visiteur donne le nombre de 1 000 jeunes présents, ce qui est nettement plus réaliste. Un programme d'accueil est mis en place, avec un engagement pour deux ans de séjour/travail et, si désiré, études. Pour les parents un système de garde d'enfant est en place, à la journée ou à la semaine (lundi à vendredi). Les gens sont encouragés à s'installer sur place de façon permanente, notamment avec des maisons disponibles pour 5 U.S. dollars par mois (environ 42 U.S. dollars en 2023). Des bus scolaires sont en place et les jeunes partagent leur temps entre travail et études. Le visiteur de 1969 mentionne seulement de jeunes Cubains ; mais ils viennent aussi de multiples autres pays. Un travail colossal est effectué, dont la construction de 4 barrages importants et 600 plus petits sur toute l'île dès 1970 ; beaucoup de défrichage / déforestation ; des systèmes d'arrosages automatiques ; plantation de très nombreux agrumes (entre 1966 et 1969 le nombre d'arbres plantés serait à l'époque 10 fois plus élevé que toute autre plantation faite de tout temps dans le pays - mais c'est là l'opinion d'un visiteur étranger au pays et qui n'a pas approché les immenses plantations de café de milliers d'hectares du début du XIXe siècle, il est vrai beaucoup moins intéressantes du point de vue diversification de l'écosystème et encore moins intéressantes pour la survie et la santé du sol) ; et mise en place d'élevages de bovins. Des centres éducatifs sont créés dans tous les enseignements et, très rapidement, le niveau de développement économique est remarquable dans tous les domaines : industries, agriculture, domaine social, culturel, dans le sport, la santé, dans les infrastructures créées… Et, note le visiteur de 1979, la notion de « Nouvel homme » y est très présente dans le discours les jeunes ; qui mérite d'être développée car l'île va servir de vitrine de la révolution pendant plusieurs dizaines d'années.
En 1966, il y a à Cuba un climat de « panique morale croissante autour des jeunes, en particulier en ce qui concerne l'absentéisme scolaire et l'utilisation du temps libre par les jeunes comme site de résistance ». Le psychologue cubain Gustavo Torroella répond à cela avec plusieurs articles sur le sujet de l'éducation dans la révolution cubaine, en liant temps libre et éducation. Selon lui, « dans les pays socialistes, la connaissance, l'éducation et la culture doivent être utilisées pour le plein développement de la vie individuelle et sociale » ; et « L'utilisation du temps libre de cette manière humaniste ou constructive peut contribuer grandement à lutter contre les comportements antisociaux ou déviants des jeunes, et donc à prévenir la délinquance juvénile et à promouvoir l'hygiène mentale et la santé générale des jeunes. En d'autres termes, en plus de compléter l'éducation scolaire, il complète également le développement de la personnalité. » En 1968, Roberto Segre (es) développe ce concept en commentant le temps libre dans le contexte urbain : « chaque terrain, parc ou espace ouvert devient un parc pour enfants, un terrain de sport, un lotissement expérimental, un coin tranquille et ombragé pour la lecture et la méditation [sur la base que] promouvoir l'utilisation active des espaces urbains signifie favoriser l'intégration sociale des individus, et enrichir leur expérience personnelle par le contact direct avec la réalité sociale et avec la réalité physique de l'environnement ». Selon lui, sous le socialisme, la possibilité de combiner cultura et tiempo libre s'ouvre parce que la Révolution « détruit les monopoles qui contrôlent les médias de masse et crée une série d'organismes responsables de la politique culturelle et du divertissement de la population ».
La politique menée à l'île des Pins, comme elle s'appelle encore alors, et l'île de la Jeunesse après 1978, entre donc tout à fait dans le cadre de ces préoccupations sociales. Les visites de Fidel Castro sur l'île sont nombreuses. Il y amène maintes et maintes fois des délégations étrangères, montrant au monde l'œuvre extraordinaire en cours dans l'agriculture, l'éducation, la santé, les constructions, la culture, le sport, l'industrie et la société en général.
Le projet rencontre un tel succès que les quelque 10 000 habitants du début des années 1960 passent à 80 000 dans les années 1990.

### Municipalité spéciale (1976), changement de nom (1978) et années 1980
Jusqu'en 1976, l'île des Pins fait partie de la province de La Havane. Cette année-là, l'île et le reste de l'archipel de Los Cannareos sont constitués en « municipalité spéciale » au statut particulier à Cuba.
Le 28 juin 1978 l'Assemblée nationale accorde le changement du nom de l'île des Pins, qui devient l'île de la Jeunesse (Isla de la Juventud) en reconnaissance de résultat socio-économique et atteint grâce à la jeune population de l'île. L'acte est rendu public le 2 août 1978 avec la célébration du XIe Festival mondial de la jeunesse et des étudiants, dont l'île était membre. L'événement s'est déroulé sur l'escalier du Presidio Modelo, avec un discours par Raúl Roa Garcia et en présence de Fidel Castro.
Avec le succès, le 22 décembre 1988 l'Assemblée nationale décide d'un deuxième plan de développement intégral entre 1989 et 2000 visant à prolonger le développement atteint jusque là. Mais vient alors la « Período Especial », celle de la perte du soutien économique russe avec l'effondrement de l'U.R.S.S., correspondant à de dures années de privations de touts sortes à Cuba - et à de grands changements dans les politiques économiques menées jusqu'alors.

### La «Période Spéciale» des années 1990

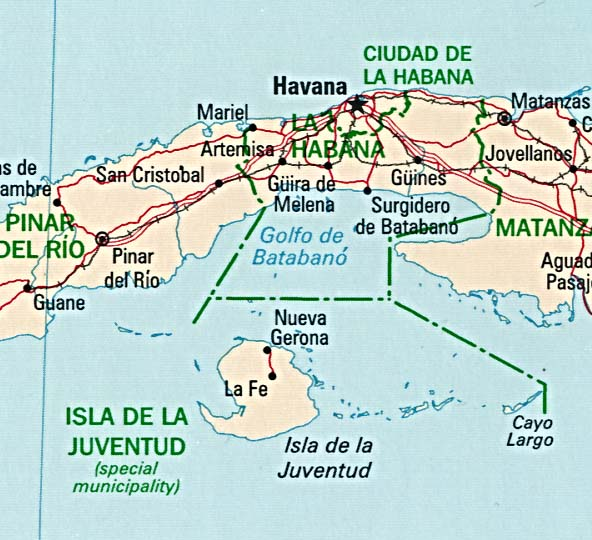
Carte

Les habitants de l'île ont un meilleur niveau de vie qu'ailleurs à Cuba et l'impact de ces privations en est retardé - mais pas annulé, et le niveau de vie s'est détérioré là aussi. En juillet 2007, la Commission de politique économique approuve un financement pour mettre en œuvre sur l'île un programme de développement couvrant l'agriculture, l'industrie, l'éducation, la santé, la culture, le sport, la construction, le logement, la pêche, le commerce, les transports, les ressources hydrauliques, l'industrie légère, alimentaire et communale. Mais les 29 et 30 août 2008 arrive l'ouragan Gustav, suivi le 8 septembre 2008 par l'ouragan Ike. Les dommages sur l'île sont considérables : maisons, magasins, usines, écoles, voies de communication, électricité, téléphonie, agriculture, services à la population, tout est gravement touché. Commence un travail de longue haleine pour recrouver les pertes, avec l'aide et la solidarité nationale et internationale. Le Plan de développement intégré 2012-2020 est tourné vers le développement durable avec le but d'optimiser les ressources naturelles et sociales.

## Économie
La plus grande partie de l'île est recouverte de forêts de pins, qui est source d'une grande industrie du bois de charpente. La région nord de l'île a de basses crêtes dont du marbre est extrait, alors que la région sud est une haute plaine. L'agriculture et la pêche sont les industries principales de l'île, où poussent agrumes et légumes. Une plage de sable noir a été constituée par activité volcanique.[réf. nécessaire]
L'île a un climat doux, mais est connue pour des ouragans fréquents. C'est une destination touristique célèbre, avec beaucoup de plages et de lieux de villégiature, comme la plage de Bibijagua. Jusqu'à ce que le gouvernement cubain ait exproprié toutes les propriétés d'appartenance étrangère au début des années 60, beaucoup de terrains ont été possédés par des Américains.[réf. nécessaire]

## Transport

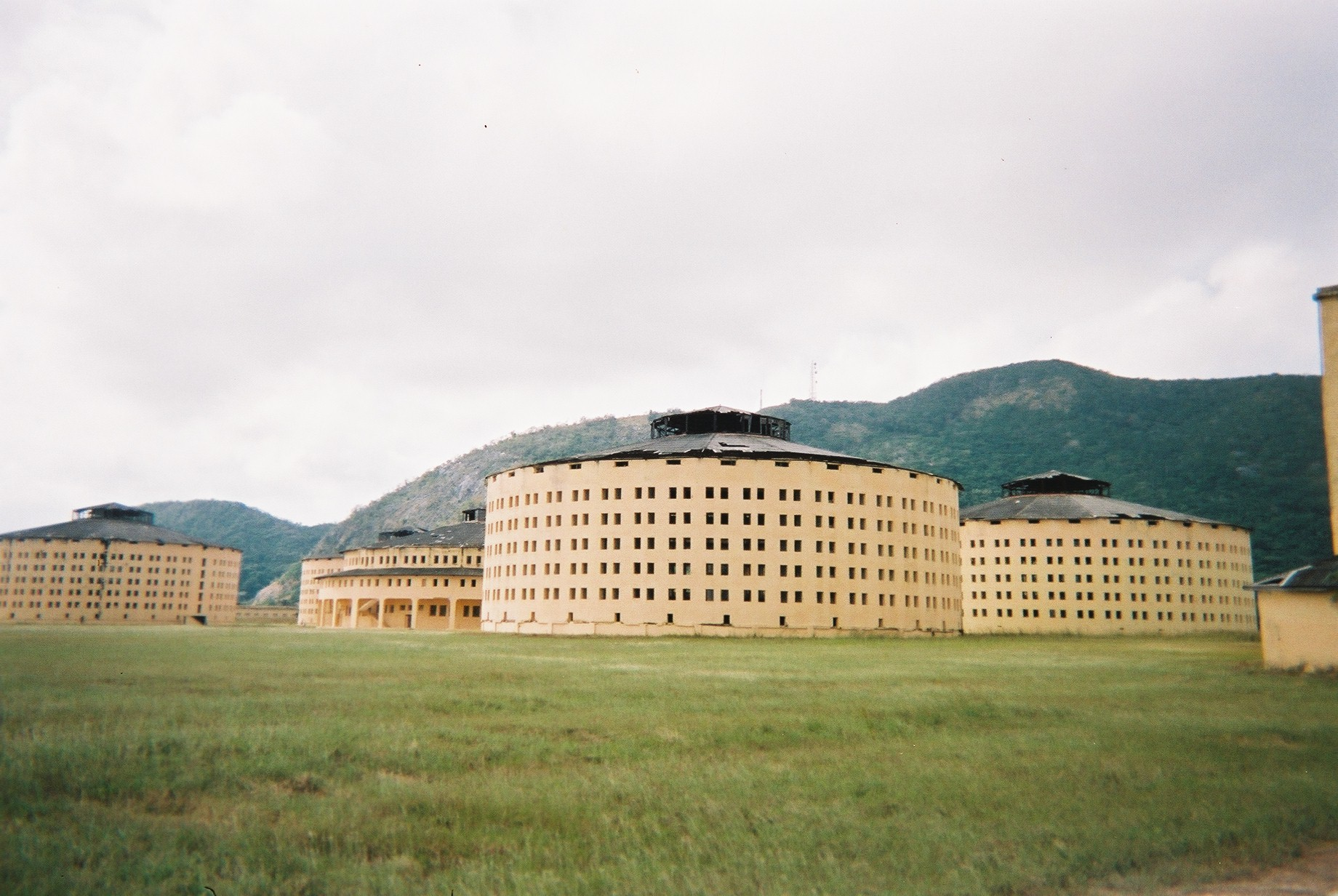
Prison Presidio Modelo, décembre 2005

Les moyens de transport principaux vers l'île sont le bateau ou l'avion. Hydroptère (kometas) et catamaran motorisé font le voyage en deux et trois heures. Un bac beaucoup plus lent et plus grand de cargaison prend autour de six heures pour faire la traversée, mais est meilleur marché.[réf. nécessaire]

## La prison Presidio Modelo
De 1953 à 1955, Fidel Castro fut emprisonné dans la prison Presidio Modelo par le régime de Fulgencio Batista, après l'échec de l'attaque de la caserne de Moncada dans la province d'Oriente en juillet 1953.
Après son arrivée au pouvoir en 1959, Fidel Castro emploie le même moyen pour emprisonner des contre-révolutionnaires et des dissidents, comme Huber Matos, commandant des troupes rebelles qui a rejoint la révolution cubaine mais qui plus tard entre en conflit avec Fidel Castro — il prétend y avoir été torturé —, et Armando Valladares.
Presidio Modelo est maintenant fermée et transformée en musée. Elle a été remplacée par plusieurs prisons modernes.

## Environnement

### Aires protégées
L'île de la Juventud compte 7 zones protégées avec différents statuts, certaines en incluant d'autres.
- Aire protégée de ressources gérées Sud de l'île de la Juventud (Área Protegida de Recursos Manejados Sur de la Isla de la Juventud)

Site RAMSAR qui inclut le parc national marin de Punta Francés, la réserve écologique Punta del Este, la réserve écologique Ciénaga de Lanier et l'élément naturel remarquable Pinar Calizo.
- Parc national marin de Punta Francés (Parque nacional marino de Punta Francés)

Le cap Francés est situé au bout de la pointe sud-ouest de l'île. Le parc national de Punta Francés couvre le sud de l'île entièrement d'ouest en est. Il inclut un système corallien pratiquement vierge avec de nombreux types de coraux, des grottes et une faune et une flore marine abondante. Le parc compte plus de 500 espèces de poissons, 60 de coraux et une centaine d'éponges. On a également signalé 36 espèces d'oiseaux (dont six endémiques à Cuba), 11 de reptiles dont cinq autochtones y compris un iguane, six de mammifères et cinq de crustacés terrestres. Il est inscrit comme réserve de biosphère par l'UNESCO en 1987,.
Ne pas confondre Punta Francés et Cayo Francés, ce dernier un îlot dans la municipalité de Caibarién, province de Villa Clara.
- Parc national du marais de Lanier (es) (Parque nacional Ciénaga de Lanier)

Il inclut la zone importante pour la conservation des oiseaux (ZICO) du « Marais de Lanier et Sud de l'Île de la Juventud » (Cienaga de Lanier y Sur de la Isla de la Juventud),,.
- Élément naturel important Pinar Calizo (Elemento natural destacado Pinar Calizo)

Dans la Cienaga de Lanier
- Réserve écologique Punta del Este (Reserva Ecológica Punta del Este)[44],[45]

- Réserve écologique Los Indios (Reserva Ecológica Los Indios)[46],[47]

- Refuge de faune Cayo Campos / Cayo Rosario (Refugio de fauna Cayo Campos / Cayo Rosario)[48]

- Aire protégée de ressources gérées Sierra de la Cañada (Área Protegida de Recursos Manejados Sierra de la Cañada)[49]

### Énergies
En 2015 une étude de 2013 ou 2014 est publiée sur le potentiel de production d'énergie par éoliennes.

## Principaux lieux d'intérêt
- Plage Bibijagua : réputée pour son sable noir.
- Centre international de plongée et l'hôtel El Colony.
- Cayo Largo : île touristique (nom complet : Cayo Largo del Sur) et sa marina, Marina Cayo Largo del Sur.
- Finca El Abra : maison où séjourna le jeune José Martí, aujourd'hui transformée en musée et déclarée Monument national.
- Grottes de Punta del Este : considérées comme la Chapelle Sixtine de l'art rupestre caribéen, elles referment une grande quantité de pictogrammes aborigènes[51],[52],[53],[54].
- Parc National Ciénaga de Lanier (es) : une grande réserve naturelle au sud de l'île.
- "CEAA" Centro Experimental de Artes Aplicados (Centre Expérimental d'Arts Appliqués) : fondé en 1979 par le céramiste et sculpteur Carlos Finales Hernández et par un groupe de collaborateurs comprenant Amelia Carballo, Ángel Norniella et Walfrido Morales. Initialement nommé Taller Experimental de Artes Aplicadas ("TEAA", Atelier Expérimental d'Arts Appliqués) il avait pour but d'aider à la démocratisation de la céramique sur l'Île de la Jeunesse. Au « CEAA » ont été organisés des cours de céramique pour les enfants, les adolescents et les adultes. C'est également là qu'a été créé le premier magazine sur l'art de la céramique de Cuba distribué dans tout le pays. La foire nationale de la céramique a été la première du genre à se tenir à Cuba. Lors de sa deuxième édition présidée par le fondateur du centre, elle a bénéficié d'une participation internationale.
- Stade de base-ball Cristóbal Labra (en) : inauguré en 1957, il peut accueillir jusqu'à 3 500 personnes. L'équipe Pineros de la Isla de la Juventud y est basée.
- Presidio Modelo : prison déclarée Monument national[4] en octobre 1978[55].